# Jürgen Willkomm
Jürgen Willkomm (* 7. September 1959 in Gierath) ist ein ehemaliger deutscher Fußballspieler.

## Karriere

### Vereine
Willkomm begann beim in seinem Geburtsort ansässigen SV Gierath mit dem Fußballspielen und wechselte im Verlauf zur Jugendmannschaft des SC Kapellen-Erft. Dem Jugendalter entwachsen wurde er zur Saison 1978/79 vom Bundesligisten 1. FC Köln verpflichtet. In der drei Jahre währenden Vereinszugehörigkeit kam er als Mittelfeldspieler in fünf Punktspielen zum Einsatz, wobei er am 8. September 1979 (5. Spieltag) beim 8:0-Sieg im Heimspiel gegen Eintracht Braunschweig nicht nur debütierte, sondern mit dem Treffer zum 6:0 in der 81. Minute, elf Minuten nach seiner Einwechslung für Bernd Cullmann, sogleich sein erstes Bundesligator erzielte. Am 30. September 1979 debütierte er auch im Wettbewerb um den DFB-Pokal, beim 10:0-Zweitrundensieg über den Altonaer Fußball-Club von 1893. In seiner zweiten Saison bestritt er jeweils zwei Bundesliga- und Pokalspiele.
Von 1981 bis 1983 kam er in 66 Punktspielen für die SG Wattenscheid 09 in der 2. Bundesliga – bei der er sich auf Anhieb zum Stammspieler entwickelte – zum Einsatz, in denen er elf Tore erzielte. Des Weiteren bestritt er vier nationale Pokalspiele. Durch seine überzeugenden Leistungen in Wattenscheid machte er den SV Waldhof Mannheim auf sich aufmerksam, für den er vom 10. September 1983 bis 21. Januar 1984 in nur fünf Bundesligaspielen und am 7. Oktober 1983 in einem Pokalspiel zum Einsatz kam.
Von 1984 bis 1986 war Alemannia Aachen sein Verein, in dem er durchweg einen Stammplatz in der ersten Elf erlangte und für den er in 65 Zweitligaspielen fünf Tore erzielte, sowie eins in sechs Spielen im Wettbewerb um den DFB-Pokal.
Nachdem er von 1986 bis 1988 dem Wuppertaler SV in der seinerzeit drittklassigen Oberliga Nordrhein angehört hatte, spielte er seine letzten beiden aktiven Jahre – inzwischen nach Jüchen zurückgekehrt – noch für den dort ansässigen Ortsteilverein SV Bedburdyck-Gierath, bei dem er auch einst begann.

### Nationalmannschaft
Willkomm kam im Jahr 1975 für die DFB-Jugendauswahl „B“ in drei Länderspielen zum Einsatz. Er gehörte der Mannschaft an, die ihre Premiere am 30. Juli 1975 in Heinola im Rahmen eines Turniers in Finnland mit 5:1 gegen die Auswahl Norwegens gewann. Am 1. August 1975 bestritt er in Kuusankoski das mit 2:4 verlorene Spiel gegen die Auswahl Dänemarks und beim 2:1-Sieg am 2. August in Pieksämäki über die Auswahl Islands kam er ebenfalls zum Einsatz. In den ersten beiden Spielen wurde er für Michael Grünewald eingewechselt. Im Jahr 1976 nahm er am Turnier in Island teil und bestritt am 4. August in Keflavík das mit 0:2 verlorene Spiel gegen die Auswahl Dänemarks sowie das am 6. August in Hafnarfjörður mit 1:4 verlorene Spiel gegen die Auswahl Schwedens. Drei Jahre später kam er für die U21-Nationalmannschaft bei ihrer Premiere am 10. Oktober in Thorn bei der 0:1-Niederlage gegen die U21-Nationalmannschaft Polens und am 20. November in Tiflis bei der 1:2-Niederlage gegen die U21-Nationalmannschaft der Sowjetunion zum Einsatz.

## Erfolge
- DFB-Pokal-Finalist 1980 (mit dem 1. FC Köln; ohne Finaleinsatz)